# Еміль Затопек
Е́міль За́топек (чеськ. Emil Zátopek, * 19 вересня 1922 — † 22 листопада 2000) — чехословацький легкоатлет, олімпійський чемпіон, член Зали Слави IAAF.
26 жовтня 1952 року Еміль Затопек стартував у Празі на побиття трьох світових рекордів — в бігу на 15 міль 924 км 140 м), на 25 і 30 км. Затопек блискуче здійснив свій намір. Пройшовши 15 міль за 1.16:26.4 (і поліпшивши таким чином попередній світовий рекорд фіна Хієтанена на 1 хв. 02.2 сек.), він продовжував біг. На 25 км Затопек показав час 1.19:21.8 (попередній рекорд Хієтанена був перевершений на 52.2 сек.). На 30-км дистанції він фінішував з часом 1.35:23.8. Цей результат на 3 хв. 30.2 сек. краще попереднього світового досягнення Я. Москаченокова (СРСР). Надзвичайно обдарований спортсмен, крім трьох зазначених досягнень, 1952 року був володарем світових рекордів в бігу на 10 000 м (29:02.6), 10 міль 947:21.8). 20 км (59:51.8) і в годинному бігу — 20 056 м. Затопек показав також кращій за всю історію світової легкої атлетики (на 1952 рік) час в марафонському бігу на 42 км 195 м — 2 год. 28 хв. 03.2 сек. 1952 року він приєднав до своїх феноменальних досягнень ще одне — вперше в історії олімпійських ігор завоював три золоті медалі на найважчих дистанціях — 5 км, 10 км, марафон.

## Виступи на Олімпіадах
| Олімпіада      | Дисципліна           | Місце |
| -------------- | -------------------- | ----- |
| Лондон 1948    | біг на 5000 метрів   | 2     |
| Лондон 1948    | біг на 10 000 метрів | 1     |
| Гельсінкі 1952 | біг на 5000 метрів   | 1     |
| Гельсінкі 1952 | біг на 10 000 метрів | 1     |
| Гельсінкі 1952 | марафонський біг     | 1     |
| Мельбурн 1956  | марафонський біг     | 6     |